# Cronobiología
La cronobiología es la disciplina de la biología que estudia los fenómenos periódicos (cíclicos), o ritmos biológicos, en los seres vivos. La cronobiología estudia la organización temporal de los seres vivos, sus alteraciones y los mecanismos implicados en su regulación. Posee especial interés, entre muchos otros aspectos, en endocrinología, neurociencia, ciencia del sueño y el estudio del comportamiento de los organismos. El eje central de la cronobiología se basa en la existencia de relojes biológicos endógenos en los organismos, desde el nivel molecular al nivel anatómico, que posibilitan la ejecución de una actividad biológica en un punto temporal concreto. En los mamíferos, el reloj biológico se localiza en el núcleo supraquiasmático del hipotálamo. Desde ahí el reloj biológico envía una señal “de tiempo” que llega a todas las células del organismo.

## Historia

### Ritmos en la antigüedad
El concepto del tiempo y la continua ritmicidad presente en la naturaleza han estado desde siempre muy ligados al hombre y su evolución. Anotaciones en la antigüedad acerca de los ritmos en los seres vivos son escasas aunque sí que las hay. Los sabios de la Antigua Grecia, tan en contacto con la natura y sus misterios, percibieron la importancia de los ciclos biológicos en el propio ser humano. El poeta griego Archilochus , en el siglo VII a. C., escribió cómo los ritmos gobiernan al hombre. De la misma manera, Hipócrates, el llamado Padre de la Medicina, en el siglo IV a. C. relacionó el ritmo de aparición de ciertas enfermedades con las estaciones del año, con el momento del día y con la edad de las personas. Incluso en la biblia, en el Libro de Eclesiastés, aparece una alusión a la importancia del tiempo en la vida de los hombres, en el sentido de que cada cosa tiene su momento en el conjunto de la vida de los seres humanos. Se tiene referencia cómo en el siglo IV a. C. Androsthenes de Thasos, acompañante geógrafo y escriba de Alejandro el Magno, en su campaña por Oriente Próximo escribió sobre la apertura cíclica de las hojas de la planta del tamarindo.

### SiglosXVIIyXVIII
En 1621 el clérigo y escritor inglés Robert Burton introdujo en su obra la similitud del cuerpo humano con un reloj, el cual, decía, si le fallase alguna ruedecilla, el resto del conjunto se desordenaría. De la misma manera, en la obra de 1692 de la eclesiástica mexicana Sor Juana Inés de la Cruz aparece reflejado la alternancia presente en el ser humano. Hasta ese momento la única explicación que se atribuía al fenómeno, y que perduró hasta hace no mucho tiempo, era el de un proceso pasivo del tipo causa-efecto, en el cual un factor que era el "estimulante" producía la respuesta en el individuo. Así, por ejemplo, el movimiento del sol en el cielo era el que hacía girar al girasol o también, la aparición del sol por la mañana el que desencadenaba que los pájaros comenzasen a "cantar". Sin embargo esta creencia fue puesta en duda en 1729 cuando un astrónomo francés llamado Jean Jacques d’Ortous de Mairan realizó, sin ser consciente de ello, el primer experimento en Cronobiología. Colocó unas plantas Mimosa pudica, también llamadas heliotropas (`que se mueven mirando al sol´), en oscuridad continua durante varios días y observó que seguían moviéndose de la misma manera que aquellas que se encontraban al aire libre. Su trabajo pasó desapercibido por la comunidad científica hasta pasados 30 años, cuando tres investigadores independientes indagaron en ese extraño fenómeno. Primeramente fue sir John Hill en 1757 quien demostró que los llamados ritmos de sueño de la planta  Glycine abrus podían ser revertidos al cambiarles el ciclo de luz y oscuridad. En 1758 Henri-Louis Duhamel du Monceau además de repetir el experimento de Mairan, comprobó que se mantenía el movimiento diario de la planta heliotropa no sólo en un ambiente constante de oscuridad sino también en uno de temperatura. Finalmente, en 1759, el médico y botánico alemán Johann Gottfried Zinn reportó cómo el movimiento de las hojas de la planta Mimosa virgata persistían cuando se la emplazaba a la completa oscuridad de una bodega, y no se veía afectada por fluctuaciones ni de temperatura ni de humedad.
La controversia sobre el origen de la ritmicidad se mantuvo durante muchos años más, pero comenzó a ceder a favor de la hipótesis de la naturaleza endógena por los siguientes motivos:
- El hallazgo de ritmos con períodos distintos de 24h.
- La demostración de la naturaleza hereditaria de la periodicidad.
- La exclusión de posibles fuerzas sutiles, como las geomagnéticas, que pudieran filtrarse en el laboratorio y conducir la ritmicidad.

### Siglosxixyxx
El primero que defendió ese origen endógeno fue un farmacéutico francés, llamado Julien-Joseph Virey, en 1814 con la exposición de su tesis doctoral en Medicina. En su proyecto, centrado en el estudio de la periodicidad en la mortalidad humana, aparecen citas como el carácter endógeno de la ritmicidad o la implicación de un reloj vital que coordina todas las funciones en el organismo. Un avance importante hacia la aceptación de la naturaleza endógena de los ritmos biológicos fue dado en 1832 por el botánico suizo Augustin Pyrame de Candolle, el cual sometió a la planta sensitiva, Mimosa pudica, a condiciones de oscuridad constante o de iluminación constante. Bajo oscuridad continua, descubrió que los movimientos de la planta no presentaba una periodicidad de 24h en el movimiento de sus hojas , como era esperable, sino que fue de entre 22 y 23h. Esta fue la primera evidencia de lo que hoy en día se conocen como ritmos en curso libre. De Candolle propuso que las plantas presentan una tendencia inherente a mostrar movimientos periódicos, por lo tanto, apuntaba al origen endógeno de la ritmicidad. El fisiólogo vegetal Wilhelm Pfeffer, crítico con los resultados que se habían obtenidos previamente, argumentaba que los movimientos de las hojas podían persistir gracias a pequeños haces de luz que se infiltraban en las habitaciones oscuras donde se realizaban los experimentos. En este sentido, no se sabe si Pfeffer era consciente de la existencia de los estudios de Duhamel, desarrollados éstos tanto en bodegas como en compartimentos cerrados que se cubrían con varias mantas oscuras. Sin embargo, siguiendo con su perspectiva crítica, repitió por sí mismo los experimentos, y tras varios se convenció no solo de la veracidad de los mismos, sino que amplió mucho la información sobre los movimientos de las hojas y sus periodicidades distintas a 24h en una gran cantidad de plantas. De la misma manera, Charles Darwin junto con su hijo Francis publicaron un libro titulado El poder del movimiento en plantas donde sugerían que el movimiento de las hojas en algunas plantas era inherente a ellas y se originaba siguiendo algún propósito especial. La razón que ellos propusieron consistía en la protección de las hojas contra las frías temperaturas de la noche. De esta manera, moviendo las hojas hacia posiciones verticales, tanto arriba como abajo, la planta se asegura que las hojas radien su calor entre ellas mismas, y pierdan ese calor como cuando presentan posiciones horizontales y radian hacia el cielo. A lo largo de los siglos XIX y XX, más autores repitieron y extendieron las observaciones del movimiento foliar, que hasta ese momento era el único ritmo de periodicidad diaria que se había percibido de la naturaleza. Una situación anecdótica con un grupo de abejas hizo pensar al naturalista suizo Auguste Forel sobre los ritmos naturales en 1910. Sucedió una mañana en la que Forel se encontraba junto con su familia desayunando en la terraza de su casa. En ese momento, aparecieron unas cuantas abejas que, atraídas por la deliciosa mermelada, empezaron a sobrevolar la mesa. Tanto le debieron molestar a la familia que, al día siguiente, decidieron tomarse el desayuno dentro de casa. Fue ahí cuando Forel se dio cuenta de que las abejas habían vuelto otra vez, aún sin que tuvieran el aliciente del desayuno, e incluso continuaron apareciendo durante unos días más y siempre a la misma hora. Después de reflexionar sobre ello y hacer unos cuantos experimentos, Forel concluyó que las abejas debían tener un mecanismo interno para medir el tiempo. 
El biólogo alemán, Hugo Berthold von Buttel-Reepen, llegando a la misma conclusión, acuñó la palabra Zeitgedächtnis (que en alemán significa `memoria del tiempo´) para definir ese fenómeno observado en abejas. Siguiendo esta línea, Karl von Frisch y su alumna Ingeborg Beling demostraron que se podía entrenar a las abejas para que visitaran las flores a una cierta hora del día. El biólogo alemán Erwin Bünning contribuyó a la comprensión de los ritmos circadianos gracias a dos importantes aportes. Por un lado demostró que la periodicidad endógena se hereda de manera natural. Bünning llegó a esta conclusión cruzando plantas de guisante que presentaban movimientos foliares de distinto periodo. Además, desarrolló el concepto de fotoperiodismo en plantas. Propuso que las plantas deben tener ritmos circadianos en la sensibilidad a la luz y a la oscuridad, permitiéndoles así poder medir la duración de estas fases tanto en días largos como en días cortos, es decir, medir el fotoperiodo. Además, Bünning acuñó en 1935 el término de reloj biológico. Otro gran descubrimiento fue dado por los biólogos Gustav Kramer y Klaus Hoffmann, quienes estaban muy interesados en la navegación de los pájaros migradores. Llegaron a la conclusión de que los pájaros se orientan con respecto a los cambios de la posición del sol a lo largo del día (lo que se llamaría una brújula solar), gracias a que éstos poseen un sistema temporal dentro de ellos que les permite saber la hora externa. Esta fue la evidencia definitiva de la existencia de relojes biológicos. Franz Halberg, uno de los fundadores de la cronobiología moderna, acuñó el término circadiano (del latín `circa´ que significa `alrededor´, y `diano´ que significa `día´), para referirse al ritmo que oscila con una periodicidad de más o menos un día (24h). Se le considera el padre de la cronofarmacología por sus intensos estudios sobre la aplicación de fármacos a diferentes horas del día. Jürgen Aschoff y Colin Pittendrigh son considerados los padres de la cronobiología. Desarrollaron los dos modelos básicos para explicar el proceso de encarrilamiento (el modelo paramétrico de Aschoff y el no-paramétrico de Pittendrigh), que son la piedra angular de los ritmos circadianos. Entre muchas otras cosas, Aschoff es famoso por sus experimentos de aislamiento temporal de humanos viviendo en un búnker, con los que puso de manifiesto los ritmos en curso libre del ser humano. De la misma manera, Pittendrigh, gracias a sus estudios sobre la ritmicidad en la eclosión de los huevos de Drosophila pseudoobscura, estableció las propiedades básicas de los ritmos circadianos, que son la naturaleza endógena, independencia ante la temperatura y la capacidad de ser encarrilados por ciclos externos. Finalmente, la Cronobiología, como disciplina científica, se considera que nació tras el congreso internacional celebrado en 1960 en Cold Spring Harbor, Nueva York.

## Ritmos biológicos
Los ritmos biológicos son un producto adaptativo de la evolución biológica frente a la periodicidad inmutable de las variables medioambientales, principalmente el devenir del día y la noche. Los ritmos biológicos más estudiados en cronobiología son los ritmos circadianos (circa, del latín “aproximadamente” y diano “un dia”; es decir, aquello que presentan una periodicidad cercana a las 24 horas), que supeditan los ritmos vitales asociados a la luz-oscuridad (día-noche), como el ritmo sueño-vigilia. Además existen otras muchas ritmicidades, según el periodo de repetición: ultradianas (si el periodo es menor de 20 horas), infradianas (si es mayor a 24 horas), circalunares (aquellos que siguen un ciclo de aproximadamente 28 días, como el mes lunar), circanuales (cada 365 días, asociado a las estaciones del año, como la caída de las hojas en los árboles de hoja caduca o el periodo de celo en los animales).

## Cronobiología clínica
Es la parte de la cronobiología que estudia los ritmos biológicos en la salud y la enfermedad de los seres humanos. Se desarrolló a partir de las investigaciones pioneras de Franz Halberg y Jurgen Aschoff. Está bien establecido que numerosas mediciones clínicas suelen variar según la hora del día, a veces incluso según la estación del año, en la que se miden. Por ejemplo, concentraciones plasmáticas de determinadas hormonas y metabolitos, recuentos celulares, presión arterial, frecuencia cardíaca, reactividad bronquial, etc. Entre las enfermedades más estudiadas a nivel cronobiológico destacan el asma bronquial, las reacciones alérgicas, la hipertensión, el angor inestable, la gastritis, los trastornos psiquiátricos y los trastornos del sueño.